# Ярмоличи
Ярмоличи (бел. Ярмолічы) — деревня в Берестовицком районе Гродненской области Белоруссии. Входит в состав Эйсмонтовского сельсовета.

## География
Деревня находится в западной части Гродненской области, на правом берегу реки Свислочи, при автодороге Р-99, на расстоянии приблизительно 21 километра (по прямой) к северо-западу от городского посёлка Большая Берестовица, административного центра района. Абсолютная высота — 110 метров над уровнем моря. Площадь населённого пункта — 0,3984 км².

## История
По состоянию на 1905 год, в Ярмоличах проживал 471 человек. В административном отношении деревня входила в состав Индурской волости Гродненского уезда Гродненской губернии.
Согласно Рижскому мирному договору (1921), деревня вошла в состав межвоенной Польши. Входила в состав гмины Индура Гродненского повета Белостокского воеводства. В 1921 году числилось 266 жителей, проживавших в 60 домах. В этническом составе населения того периода белорусы составляли 87,6 %, поляки — 9,4 % и евреи — 2,3 %. В конфессиональном составе населения преобладали православные христиане (88,3 %) и католики (9,4 %).
С 1939 года в БССР.

## Население
По данным переписи 2019 года, в деревне проживало 39 человек.
| Год  | Население, человек |
| ---- | ------------------ |
| 1905 | 471                |
| 1921 | ↘ 266              |
| 2009 | ↘ 59               |
| 2019 | ↘ 39               |